# Vivid Couleur
Vivid Couleur（ビビッド・クルール）は、AIR-G'（エフエム北海道）で放送されていた朝のワイド番組。
前番組『AIR-G' Morning Pax』を3月31日をもって打ち切り、4月1日から放送開始した。

## 概要
- パーソナリティーは2人で、時間帯によって交代する構成である。7時台と8時台は高山秀毅アナウンサー、9時台と10時台はフリーキャスター野宮範子が担当している。
- 前半は主に天気予報（7時台後半は日本気象協会北海道支社のお天気キャスターが担当）や道路交通情報、後半は主にリスナーからのメッセージやリクエストや旬な情報がメインとなっている。
- 開始から約4年後の2013年3月28日を以て終了した。後番組は「brilliant days」で、開始時間が8時30分と当番組に比べ1時間繰り下げられている。

## 放送時間
- 月 - 木曜日 7:30 - 10:55（2009年4月1日 - 2013年3月28日）

## 出演者
メインパーソナリティ
- 高山秀毅（7:30 - 9:00）
- 野宮範子（9:00 - 10:55）

コーナーパーソナリティ
- 平川弘（Vivid Sports）
- 高遠智子（Vivid World）

## タイムテーブル
第一部（パーソナリティ：高山秀毅）
- 7:30 オープニング
- 7:35 道新ヘッドラインニュース[1]
- 7:40 道路交通情報
- 7:43 Vivid Sports
  - （月）コンサドーレ情報
  - （火）エスポラーダ北海道情報
  - （水）ファイターズ情報
  - （木）モーニングサテライト～KEIRIN情報
- 7:48 天気予報
- 8:00 SUZUKI Breakfast News
- 8:09 wethergid
- 8:10 Honda Smile Mission
- 8:25 道新ヘッドラインニュース[2]
- 8:29 道路交通情報
- 8:32 天気予報
- 8:35 Vivid Music
- 8:45 ほっかほかほっかいどう冬の温泉巡り
- 8:48 （水）Kitara Weekly

第二部（パーソナリティ：野宮範子）
- 9:00
- 9:25 しあわせのレシピ
- 9:45 Vivid World
- 10:15 Vivid People
  - （月）ふかともSTYLE
  - （火）Real Soul
  - （水）メディカル コロンブス
  - （木）琉球サンゴくんの環っ!
- 10:25 ラディ・メルカート（FM Radio Shopping）
- 10:55 放送終了 次番組『道新ヘッドラインニュース』